# A Night at the Blackhawk
A Night at the Blackhawk è un album live di Cal Tjader, pubblicato dalla Fantasy Records nel 1959. Il disco (LP) fu registrato dal vivo nell'inverno 1958-1959 a "The Blackhawk" di San Francisco (California).
Nel 2000 la Fantasy Records pubblicò in un CD dal titolo Black Hawk Nights i brani contenuti nell'LP insieme ad altri, registrati nel corso del 1959 dal vivo sempre a "The Blackhawk".

## Tracce
Lato A
1. I Hadn't Anyone Till You – 8:08 (Cal Tjader)
2. Blue and Sentimental – 3:05 (Count Basie, Mack David, Jerry Livingston)
3. A Night in Tunisia – 9:15 (Cole Porter)

Lato B
1. Bill B. – 12:05 (Cal Tjader)
2. Stompin' at the Savoy – 5:23 (Benny Goodman, Andy Razaf, Edgar Sampson, Chick Webb)
3. I Love Paris – 4:34 (Cole Porter)

CD del 2000, pubblicato dalla Fantasy Records CD 1034914
1. Stompin' at the Savoy – 5:23 (Benny Goodman, Andy Razaf, Edgar Sampson, Chick Webb)
2. I Hadn't Anyone Till You – 8:08 (Ray Noble)
3. Bill B. – 12:05 (Cal Tjader)
4. Blue and Sentimental – 3:05 (Count Basie, Mack David, Jerry Livingstone)
5. I Love Paris – 4:34 (Cole Porter)
6. Night in Tunisia – 9:15 (Dizzy Gillespie, Frank Paparelli)
7. Autumn Leaves – 8:40 (Joseph Kosma, Johnny Mercer, Jacques Prévert)
8. My Romance – 5:11 (Lorenz Hart, Richard Rodgers)
9. Theme from the and the Beautiful – 3:46 (David Raksin)
10. You Stepped Out of a Dream – 5:30 (Nacio Herb Brown, Gus Kahn)
11. Raccoon Straits – 6:19 (Cal Tjader)
12. Mambo terrifico – 4:23 (José Lozano)

## Musicisti
Cal Tjader Sextet
Brani LPda A1 a B3
- Cal Tjader - vibrafono
- José "Chombo" Silva - sassofono tenore
- Vince Guaraldi - pianoforte
- Al McKibbon - contrabbasso
- Willie Bobo - batteria, percussioni
- Mongo Santamaría - congas

Brani CDdal 7 al 12
- Cal Tjader - vibrafono
- Lonnie Hewitt - pianoforte
- Victor Venegas - contrabbasso
- Willie Bobo - batteria, timbales
- Mongo Santamaría - congas